# Radamsades
Radamsades o Tiberi Juli Radamsades (en grec antic Τιβέριος Ἰούλιος Ραδαμσάδης) va ser rei del Bòsfor potser de l'any 308 o 309 al 318 o el 322.
Se'l suposa germà i successor d'Oliotes. Apareix juntament amb Sauromates. Potser van governar tots dos el regne entre els anys 308 i 312, i se suposa que era un germà associat al tron com era costum al regne. Alguns autors pensen que va succeir l'any 309 a Totorses, que podria ser el seu pare.
Com que les seves monedes tenen caràcters sàrmates (igual que les del seu suposat germà Sauromates) i el nom de Radamsades era iranià, s'ha suposat que en realitat no pertanyien a la dinastia legitima sinó que eren usurpadors sàrmates, però després del 318 apareix ja al tron Rescuporis V, fill d'Oliotes, cosa que fa que aquesta teoria sigui poc consistent.
Sembla que Radamsades va governar conjuntament o durant un període que va arribar fins al 322 amb Rescuporis VI, però no se sap si governaven conjuntament o reivindicaven tros dos el tron.
L'historiador Zòsim (segle v) i l'emperador Constantí VII Porfirogènit (segle x) parlen d'un exèrcit de sàrmates que va envair Pannònia l'any 322 sota el comandament de Rausimod, que s'ha identificat amb aquest Radamsades. Rausimod va ser perseguit, vençut i mort per Constantí el Gran l'any 322. Radamsades va morir el 322.